# Den neutrale teori om molekylær evolution
Den neutrale teori om molekylær evolution hævder, at de fleste evolutionære ændringer sker på molekylært niveau, og det meste af variationen inden for og mellem arter skyldes tilfældig genetisk drift af mutante alleler, der er selektivt neutrale. Teorien gælder kun for evolution på molekylært niveau og er forenelig med fænotypisk evolution, der er formet af naturlig udvælgelse som postuleret af Charles Darwin. 
Den neutrale teori giver mulighed for, at de fleste mutationer er skadelige, men hævder, at fordi disse hurtigt fjernes ved naturlig selektion, yder de ikke væsentlige bidrag til variation inden for og mellem arter på molekylært niveau. En neutral mutation er en mutation, der ikke påvirker en organismes evne til at overleve og formere sig. Den neutrale teori antager, at de fleste mutationer, der ikke er skadelige, er neutrale snarere end gavnlige. Fordi det kun er en brøkdel af kønsceller der videreføres i hver generation, antyder den neutrale teori, at en mutant allel kan opstå og nå fiksering i en population ved en tilfældighed snarere end ved selektiv fordel.

## Historisk
Teorien blev introduceret af den japanske biolog Motoo Kimura i 1968, og uafhængigt af to amerikanske biologer Jack Lester King og Thomas Hughes Jukes i 1969, og beskrevet i detaljer af Kimura i hans 1983-monografi The Neutral Theory of Molecular Evolution. Fremsættelsen af den neutrale teori blev efterfulgt af en omfattende "neutralistisk-selektionistisk" kontrovers om fortolkningen af mønstre af molekylær divergens og genpolymorfi, der toppede i 1970'erne og 1980'erne.